# Kroukoto
Kroukoto, o anche Kouroukoto, è un comune rurale del Mali facente parte del circondario di Kéniéba, nella regione di Kayes.
Il comune è composto da 9 nuclei abitati:
- Benda
- Bimbia
- Kouroukoto
- Madin-Talibé
- Namou
- Niarakira
- Saraya
- Oulara
- Sitaféto